# Luciano Pezzi
Luciano Pezzi (Russi, 8 de febrer de 1921 - Bolonya, 26 de juny de 1998) va ser un ciclista italià que fou professional entre 1948 i 1959. En el seu palmarès destaca una victòria d'etapa al Tour de França de 1955.
Sobrenomenat "Stano", va ser un partisà particularment actiu a la Romanya. El 1941 es va unir Resistència, incorporant-se a la 28a Brigada Garibaldi "Mario Gordini" dirigida per Arrigo Boldrini i arribant a ser comandant de la 7a Companyia.
En finalitzar la seva carrera professional passà a exercir de director esportiu de diferents equips ciclistes fins a la seva mort: Ghigi, Salvarani, Dreherforte, Fiorella-Citroen, Magniflex-Famcucine, Murella-Rossin i Gis Gelati. També fou president del Mercatone Uno. Entre altres corredors dirigí a: Vittorio Adorni, Felice Gimondi, Gianni Motta, Rudi Altig, Italo Zilioli, Giovanni Battaglin i Francesco Moser.

## Palmarès
- 1940
  - 1r al Giro del Casentino
- 1947
  - 1r a la Coppa Collecchio
  - 1r a la Copa Anderlini
- 1955
  - Vencedor d'una etapa al Tour de França

### Resultats al Tour de França
- 1949. 50è de la classificació general
- 1950. Abandona (7a etapa)
- 1951. 48è de la classificació general
- 1952. 35è de la classificació general
- 1955. 34è de la classificació general. Vencedor d'una etapa

### Resultats al Giro d'Itàlia
- 1948. Abandona
- 1949. 21è de la classificació general
- 1950. 8è de la classificació general
- 1951. 23è de la classificació general
- 1952. 77è de la classificació general
- 1953. 64è de la classificació general
- 1954. 52è de la classificació general
- 1955. 48è de la classificació general
- 1956. Abandona
- 1957. Abandona
- 1958. 74è de la classificació general